# Janvier 1920
Le mois de janvier 1920 est marqué par la promulgation du traité de Versailles qui met fin à la Première Guerre mondiale. L'Allemagne perd le huitième de son territoire et est forcée de renoncer à son empire colonial. 
La guerre civile russe continue avec la progression de l'armée Rouge ; le 14 janvier, l’amiral Alexandre Koltchak, chef des armées blanches, est livré aux bolcheviks.

## Événements
- 3 janvier : le pilote français Joseph Sadi-Lecointe remporte définitivement la « Coupe Deutsch de la Meurthe » en parcourant 190 km à la moyenne horaire de 266,314 km/h.

- 6 janvier : accord secret signé entre Georges Clemenceau et Fayçal ibn Hussein, fils d'Hussein. Reconnaissance d’un protectorat français sur le Liban ; reconnaissance par la France de l’indépendance de la Syrie avec Fayçal pour chef d’État et Damas pour capitale ; nomination d’un haut-commissaire français en Syrie, chargé des relations de la France avec l’émir et envoie de conseillers français auprès du gouvernement arabe. Fayçal reconnaît la primauté des intérêts économiques et culturels français dans son pays. L’accord n’est pas rendu public et ne sera jamais appliqué[1].

- 7 janvier : premier vol du « Boeing BB1 ».

- 10 janvier : le traité de Versailles entre en application. L’Allemagne perd le huitième de son territoire de 1914.

- 11 janvier, France : élection de 246 sénateurs.

- 14 janvier : en Sibérie, l’amiral Koltchak, commandant en chef des Armées blanches, est arrêté et livré aux bolcheviks[2].

- 16 janvier : les Alliés mettent fin au blocus de la Russie bolchevique[2].

- 17 janvier, France : Paul Deschanel est élu président de la République par 734 voix sur 888 votants, il succède à Raymond Poincaré.

- 18 janvier, France : démission de Georges Clemenceau du poste de président du Conseil après sa défaite devant Deschanel à la présidentielle : il se retire de la politique.

- 20 janvier, France : Alexandre Millerand président du Conseil.

- 21 janvier, France : les évêques protestent contre les danses et la mode féminine nouvelles.

- 22 janvier, France : confiance au gouvernement par 272 voix contre 23 et 300 abstentions.

- 23 janvier : première manifestation Dada en France.

- 24 janvier, France : constitution de la Commission des Réparations dont Raymond Poincaré sera nommé président le 23 février.

- 24 janvier au 31 mars : expédition française aux sources du Niger avec huit « Breguet 16 Bn2 ».

- 28 janvier : la Chambre des députés turque adopte le « Pacte national » proclamant l’indivisibilité des territoires non occupés[3].

## Naissances
- 1er janvier : Anna Langfus, écrivaine et résistante polonaise († 12 mai 1966).
- 2 janvier : Isaac Asimov, écrivain de science-fiction américain († 6 avril 1992).
- 4 janvier : Robert Lamoureux, comédien français († 29 octobre 2011).
- 6 janvier : Ipoustéguy, sculpteur français († 8 février 2006).
- 7 janvier : Georges Claes, coureur cycliste belge († 14 mars 1994).
- 9 janvier : Stefan Żywotko, footballeur et entraîneur polonais († 10 février 2022).
- 10 janvier : Émile Danoën, écrivain français (7 mai 1999).
- 12 janvier : Bill Reid, sculpteur († 13 mars 1998).
- 13 janvier : Tavana Salmon, artiste tatoueur originaire de la Polynésie française († 24 septembre 2024).
- 14 janvier : Luc-Peter Crombé, peintre belge († 17 mai 2005).
- 15 janvier : John Joseph O'Connor, cardinal américain, archevêque de New York († 3 mai 2000).
- 16 janvier : Stéphane II Ghattas, cardinal égyptien, patriarche copte d'Alexandrie († 20 janvier 2009).
- 20 janvier :
  - Joy Adamson, écrivain et naturaliste américain († 3 janvier 1980).
  - Federico Fellini, metteur en scène italien († 31 octobre 1993).
- 23 janvier : Gottfried Böhm, architecte allemand († 9 juin 2021).
- 30 janvier : Patrick Heron, peintre anglais († 20 mars 1999).
- 31 janvier : Robert Hersant, magnat français de la presse († 21 avril 1996).

## Décès
- 24 janvier : Amedeo Modigliani (peintre et sculpteur italien) (º 12 juillet 1884)